# Who Else!
Who Else! — седьмой студийный альбом британского гитариста Джеффа Бека; выпущен 16 марта 1999 года на лейбле Epic Records. Запись достигла 99-й позиции в чарте Billboard 200 и знаменовала собой окончание десятилетнего отсутствия оригинального материала от Бека, после выпущенного в 1989 году Jeff Beck’s Guitar Shop.

## История создания
В интервью для японского журнала Player, Бек объяснил причину столь длительного перерыва в творчестве. «Последние девять лет были тяжёлыми для музыки», — сказал он. «Я никогда не мог сказать, куда что-то пойдёт. Я также был очень подавлен тем, что не смог сохранить оригинальную группу из трёх человек: меня, Тони Хаймаса и Терри Боззио. Я был очень разочарован своей игрой. Я знал, что вокруг появились другие гитаристы, и они действительно могут играть. Я не собирался этого допустить, но они отодвинули меня в сторону на какое-то время. Я просто подумал, что должен быть наблюдателем, а не участником».
Who Else! был сделан в два этапа в течение двух лет, с двумя отдельными группами музыкантов и продюсеров. Первый этап занял шесть недель летом 1997 года и включал Пино Палладино на басу со Стивом Люкатером в качестве сопродюсера. Всего дуэт записал восемь треков во время этих сессий и обсуждал превращение их в песни для альбома, когда Бек открыл для себя техно. «Однажды он услышал группу Prodigy и внезапно заразился техно-лихорадкой», — вспоминает Люкатер, рассказывая изданию Guitar.com, что Бек хотел сделать весь альбом в этом ключе, оставив треки, которые они уже создали, незавершенными. Единственный номер с этих сессий, вошедший в альбом — «Psycho Sam». 
Второй этап был завершён совместно с продюсером Тони Хаймасом, который также написал значительную часть материала альбома. В её записи участвовали: Дженнифер Баттен на гитарном синтезаторе, Стив Александр на барабанах и Рэнди Хоуп-Тейлор на басу. Среди приглашённых артистов — давний друг и соавтор Бека Ян Хаммер.

«По правде говоря, у нас не было достаточно материала, когда мы начинали. То, что выходило, было настолько далеким и не связанным. Только один трек был записан, и он был похож на скоростных ZZ Top. Тогда я позвонил Тони Хаймасу и попросил его написать музыку. У меня теперь есть куча вещей, которые, вероятно, в конечном итоге будут более полезны в качестве балласта для лодки».— Джефф Бек, Guitar Player
Гитаристка Дженнифер Баттен, отмечавшая влияние Бека на её игру в ряде случаев, была привлечена к работе над пластинкой и впоследствии присоединилась к Беку на время гастрольных туров в течение последующих трёх лет.

## Об альбоме
Стилистически Джефф продемонстрировал в альбоме Who Else! первый из своих многочисленных экспериментов в сфере электронной и техно-музыки, которые он соединил с инструментальным роком и джаз-фьюжн. По мнению газеты The Guardian, Who Else! несёт в себе влияние эмбиент-электроники и техно: «THX138» и «Psycho Sam» звучат совсем как Chemical Brothers или Prodigy.
Открывающая альбом композиция «What Mama Said» была написана Дженнифер Баттен, Джеффом Беком и Тони Хаймасом. Онлайн-издание Classic Rock History считает её демонстрацией выдающейся гитарной работы Джеффа Бека в творческом исследовании нескольких музыкальных жанров. 
Композиция «Brush with the Blues» была записана вживую в Мюнхене в зале на 2500 мест. Журнал Guitar World пишет, что это номер, в котором гитарист стремился найти новые способы творческого самовыражения. Однако в отличие от остальной части альбома, включающей электронные эксперименты и современный продакшн, «Brush With the Blues» ощущается как возврат к его пентатоническим корням.  Первоначально она называлась «Les Évadés de la nuit» (Побег ночи) и была написана для французского фильма 1994 года «Pas tres catholique», снятого Тони Маршаль.
«Space for the Papa» тоже была записана в прямом эфире, хотя позже в студии были сделаны некоторые исправления и добавлены вокальные партии Крисси Хайнд.
Обозреватель музыкального журнала Mojo выделяет инструментальную композицию Тони Хаймаса «Angel (Footsteps)», считая, что в этом великолепном номере именно игра Джеффа Бека оказалась в центре внимания, «плавно двигаясь сквозь мечтательные облака звука, которые напоминали как Брайана Ино или Джона Хассела, так и тогдашнего продюсера Уильяма Орбита». По мнению журнала Guitar World, этот атмосферный даунтемпо-эксперимент на альбоме Who Else!  — шедевр продолжительностью шесть с половиной минут. Издание пишет про одно из лучших соло Бека с заметно приглушенным тоном, настроенным для его потрясающей слайдовой работы, поскольку гитарист сознательно решил сказать больше меньшими средствами: «Ноты, которые он в итоге получил, всегда были теми, которые вы хотели бы услышать, даже если вы не совсем ожидали их появления».
Джефф воссоединился со своим давним творческим партнером Яном Хаммером для записи номера «Even Odds». «Я хотел узнать, есть ли у него какие-нибудь мелодии», — сказал Бек в одном интервью, — «потому что он пишет для меня отличные вещи. Он уже был занят в другом проекте, но дал нам пару, и одна из них, «Even Odds», была на последнем альбоме [Who Else!]».
Газета The New York Times отмечает неутомимый запрограммированный барабанный ритм, который приводит в движение трек «THX 138». Анализируя структуру этого номера музыкальный критик газеты, Джон Парелес, выделяет в нём разные части: модальный цикл с восточным оттенком и высокие блюзовые линии с устойчивыми мощными аккордами. По словам Тони Хаймаса, название композиции — это номерной знак из фильма Джорджа Лукаса «Американские граффити», так как Джефф был большим поклонником фильма.
Журнал Guitar Player считает, что постоянное увлечение гитариста этнической вокальной музыкой продемонстрировало его невероятное эмоциональное мастерство владения выбранным инструментом. Ирландская народная мелодия «Declan» на Who Else!  стала ярким моментом этого альбома, который показал, что Бек может воспроизвести ощущение, фазировку и характерные нюансы любого стиля, который он себе задаст.

## Релиз и критика
Альбом был выпущен в марте 1999 года лейблом Epic Records и достиг 99-й позиции в чарте Billboard 200. В Великобритании его тоже ждал скромный успех — только 74-е место в UK Albums Chart. Критики, в целом, отдают должное гитарному мастерству Бека и его смелым экспериментам со звуком.
Результатом создания Who Else!, по мнению Far Out Magazine, стал калейдоскоп звуков, темпов и тонов. «Соединив свой фирменный стиль игры блюзовых риффов на гитаре с электронной ударной установкой, Бек сохранил свой статус музыканта, не боящегося экспериментировать. Хотя некоторые треки не обязательно стали коммерчески успешными, отпечаток, который его инновации оставили на таких альбомах, как Who Else!, — вот почему его имя окутано мифами». С ним согласен журнал Guitar World, который пишет: «Учитывая профиль Бека на этом этапе карьеры, было нелегко записать эти треки — делать то, на что его сверстники никогда бы не осмелились — но именно это сделало Бека такой артистической силой, не боящейся экспериментировать и идти на риски, которые другие посчитали бы слишком ненадежными».
Онлайн-издание Ultimate Classic Rock пишет в своём обзоре: «Джефф Бек никогда не отказывался от попыток чего-то нового или от экспериментов с новыми звуками. Во всяком случае, Who Else! следует воспринимать и ценить таким, какой он есть: документальным свидетельством одного из самых авантюрных рок-артистов, стремящегося раздвинуть горизонты и расширить свой звуковой шаблон. При этом гитарная работа совершенно снесет вам крышу».

## Список композиций
| №                   | Название               | Музыка                                   | Длительность |
| ------------------- | ---------------------- | ---------------------------------------- | ------------ |
| 1.                  | «What Mama Said»       | Дженнифер Баттен, Джефф Бек, Тони Хаймас | 3:23         |
| 2.                  | «Psycho Sam»           | Тони Хаймас                              | 4:56         |
| 3.                  | «Brush with the Blues» | Тони Хаймас, Джефф Бек                   | 6:25         |
| 4.                  | «Blast from the East»  | Тони Хаймас                              | 4:44         |
| 5.                  | «Space for the Papa»   | Тони Хаймас                              | 7:42         |
| 6.                  | «Angel (Footsteps)»    | Тони Хаймас                              | 6:30         |
| 7.                  | «THX138»               | Тони Хаймас                              | 6:15         |
| 8.                  | «Hip-Notica»           | Тони Хаймас, Джефф Бек                   | 4:36         |
| 9.                  | «Even Odds»            | Ян Хаммер                                | 3:26         |
| 10.                 | «Declan»               | Донал Ланни                              | 4:02         |
| 11.                 | «Another Place»        | Тони Хаймас                              | 1:48         |
| Общая длительность: | Общая длительность:    | Общая длительность:                      | 53:47        |

## Участники записи
Список составлен по сведениям базы данных Discogs.
| Музыканты: - Джефф Бек — гитара, аранжировки - Дженнифер Баттен — гитара, гитара-синтезатор - Марк Джон — гитара (песня 10) - Тони Хаймас — клавишные (все песни, за исключением трека 9), звуковые эффекты, аранжировка - Ян Хаммер — клавишные (песня 9), барабаны (песня 9) - Саймон Уоллес — синтезатор (песня 10) - Стив Александр — барабаны (все песни, кроме треков 2, 9) - Ману Катче — барабаны (песня 2), перкуссия (песня 2) - Рэнди Хоуп-Тейлор — бас-гитара (все песни, кроме 2) - Пино Палладино — бас-гитара (песня 2) - Боб Лавдей — скрипка (песня 10) | Музыканты: - Клайв Белл — флейта (песня 10) Технический персонал: - Джефф Бек — музыкальный продюсер - Тони Хаймас — музыкальный продюсер - Саймон Бринт — цифровая обработка (песня 1), ассистент продюсера (песня 10) - Крис Шелдон — микширование - Боб Людвиг — мастеринг-инженер - Дэвид Коулмен — арт-директор - Дэнни Клинч — фотограф (фото для лицевой стороны обложки) - Олаф Гейне — фотограф (все прочие фото) |

## Позиции в хит-парадах
Еженедельные чарты:
| Год  | Хит-парад                        | Высшая позиция | Пребывание в чарте |
| ---- | -------------------------------- | -------------- | ------------------ |
| 1999 | Великобритания (UK Albums Chart) | 74             | 1 неделя           |
| 1999 | США (Billboard 200)              | 99             | 5 недель           |
| 1999 | Япония (Oricon)                  | 19             | 10 недель          |